# José Antúnez de Mayolo
José Antonio Antúnez de Mayolo Larragán (Aija, 7 de noviembre de 1926-Lima, 9 de abril de 2022) es un sacerdote peruano que fue comisionado de la Comisión de la Verdad y Reconciliación por designación del presidente Alejandro Toledo. Fue administrador apostólico de la diócesis de Ayacucho entre 1959 y 1961. Ha sido denunciado por abuso sexual de menores.

## Biografía
Estudió en la Universidad Particular Salesiana, obteniendo el título de profesor de matemática y física. Ingresó al seminario donde se convirtió en sacerdote salesiano. Fue administrador apostólico de la Arquidiócesis de Ayacucho. En 1996, fundó la Casa Hogar Don Bosco para jóvenes y adolescentes. Fue parte de la Comisión de la Verdad y Reconciliación.

### Acusaciones por abuso sexual
En el año 2015, Américo League presentó ante la congregación salesiana una denuncia contra Antúnez de Mayolo por tocarle y obligarle a tener relaciones sexuales con élcuando League era monaguillo en una parroquia salesiana ubicada en Magdalena. Luego de que el caso fue archivado, League hizo pública su denuncia ante los medios de comunicación. Otra presunta víctima, identificada como “Luis”, denunció desde Arequipa tocamientos indebidos en sus partes íntimas por parte de Antúnez de Mayolo cuando estudiaba en un colegio salesiano. “Luis” manifestó que desde la década de los 80 ya había acusaciones contra Antúnez de Mayolo que no fueron debidamente investigados.